# Ponzone
Ponzone, (Punson o Ponson en piemontès) és un municipi situat al territori de la província d'Alessandria, a la regió del Piemont (Itàlia).
Limita amb els municipis de Cartosio, Cassinelle, Cavatore, Grognardo, Malvicino, Molare, Morbello, Pareto, Sassello, Tiglieto i Urbe.
Pertanyen al municipi les frazioni de Losio, Ciglione, Caldasio, Moretti di Caldasio, Carmine, Galli, Bistolfi, Manfrinetti, Ognibene, Pille, Chiappino primo, Chiappino secondo, Pianlago, Foi, Molara, Cimaferle, Toleto, Abasse, Verzella, Zerba, Piancastagna, Mongorello, Rizzi, Sed Luvien, Bric Berton i Moretti di Piancastagna.